# Bleke kakkerlak
De bleke kakkerlak (Ectobius pallidus) is een insect uit de orde kakkerlakken en de familie Ectobiidae. De soort werd voor het eerst geldig gepubliceerd door Olivier in 1789.

## Ondersoorten
De soort kent drie ondersoorten:
- E. pallidus pallidus (Turton, 1806) - nominaatondersoort
- E. pallidus punctulatus (Fieber, 1853)
- E. pallidus chopardi

## Synoniemen
- Blatta pallidus (Olivier, 1789) - basioniem

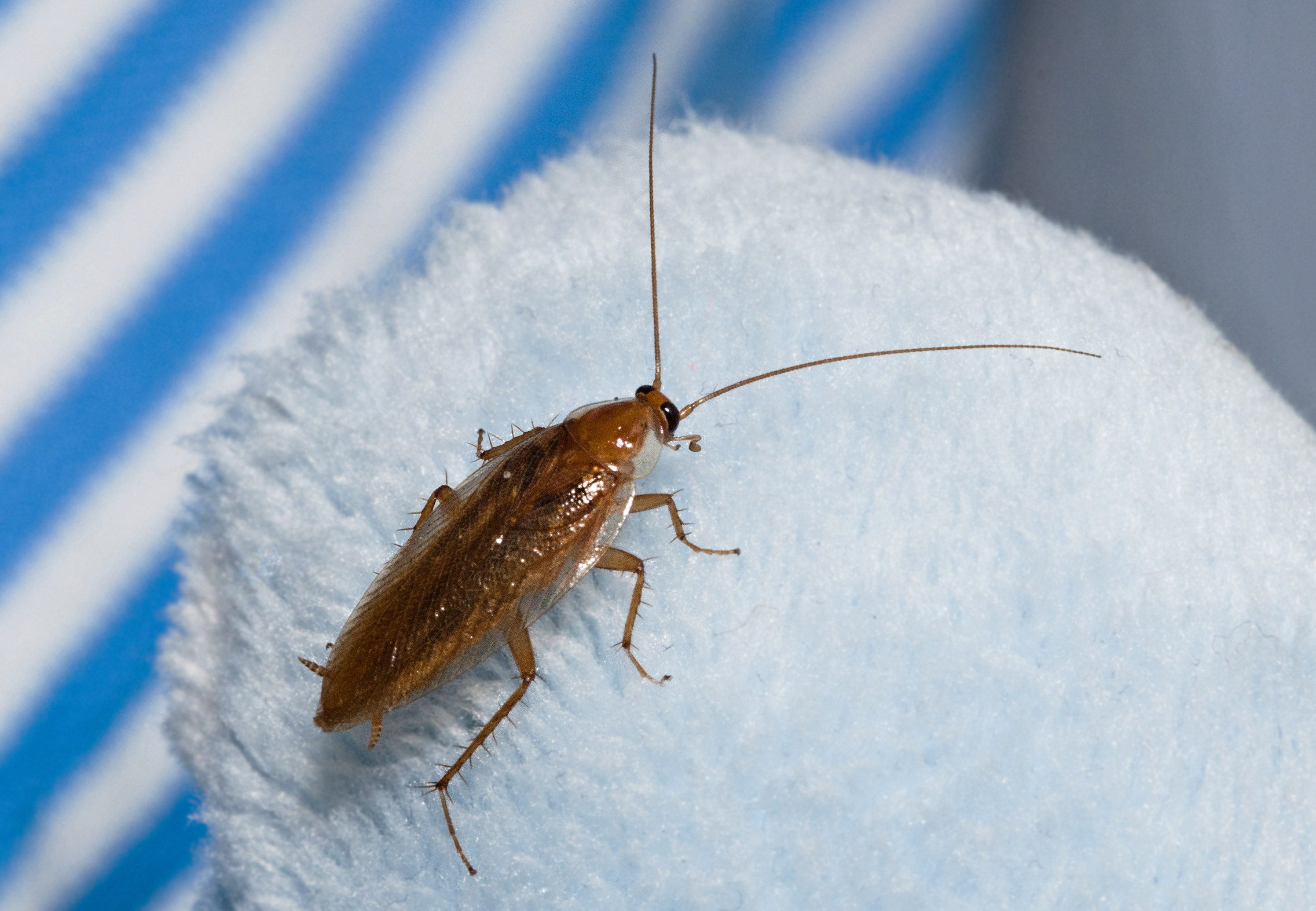

- Blatta livens (Turton, 1806)
- Blatta succinea (Risso, 1826)